# Boyacá (município)

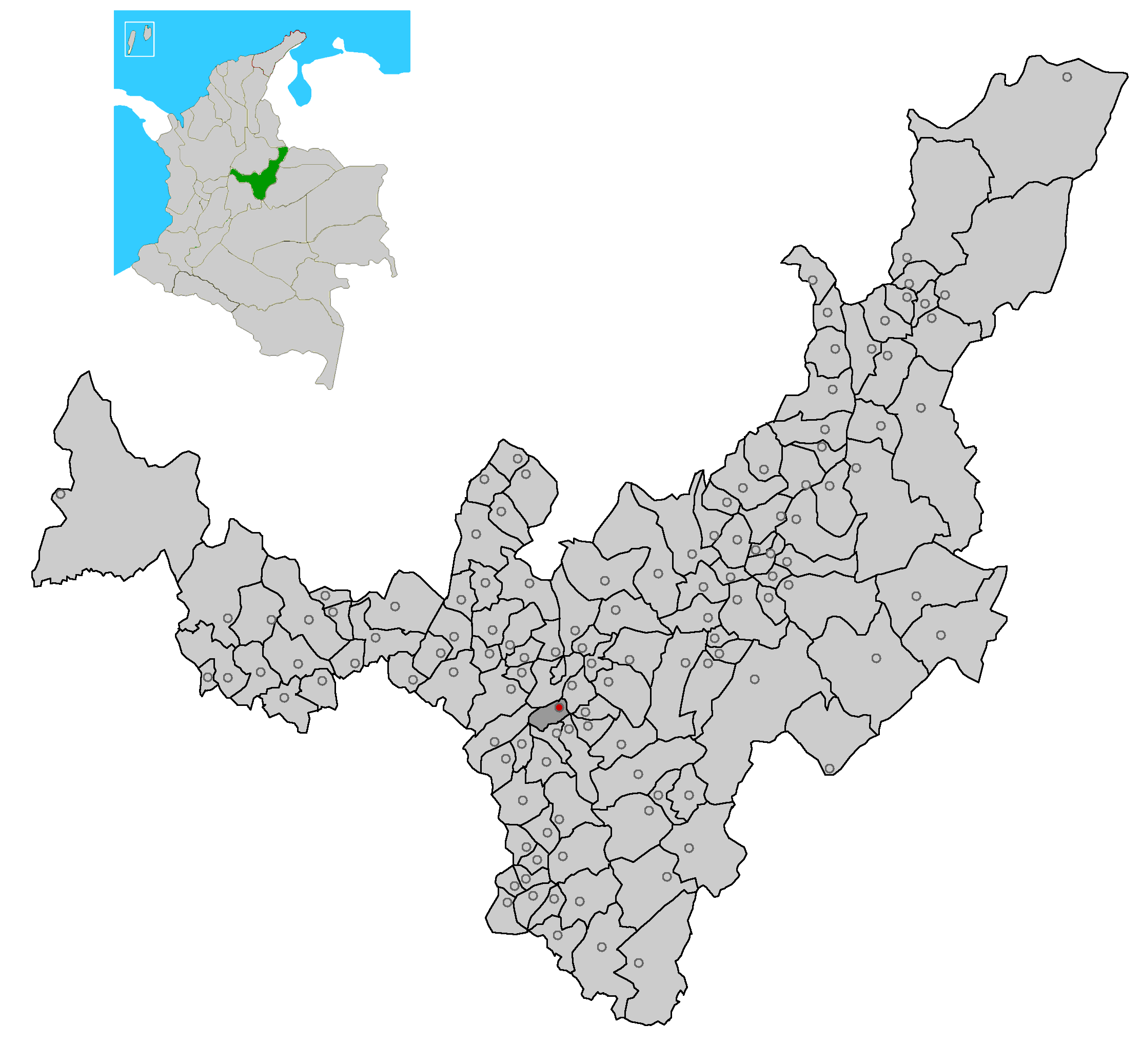
Localização de Boyacá no departamento de Boyacá.

Boyacá é um município no departamento de Boyacá, na Colômbia.